# رواز میندوراشویلی
رواز میندوراشویلی (به گرجی: რევაზ მინდორაშვილი؛ زادهٔ ۱ ژوئیهٔ ۱۹۷۶) کشتی‌گیر پیشین اهل گرجستان است که در دستهٔ ۸۴ کیلوگرم کشتی آزاد رقابت می‌کرد. میندوراشویلی برندهٔ مدال طلای المپیک ۲۰۰۸ پکن و نیز برندهٔ یک مدال طلا (۲۰۰۵)، یک نقره (۲۰۰۶) و یک برنز (۲۰۰۳) از مسابقات قهرمانی کشتی جهان است. او همچنین دارندهٔ یک مدال طلا، دو نقره و یک برنز مسابقات قهرمانی کشتی اروپا است.
میندوراشویلی در آستانهٔ ۳۲ سالگی با شکست مدعیان دستهٔ ۸۴ ک‌گ کشتی آزاد از جمله گئورگی کتویف، به مدال طلای المپیک ۲۰۰۸ پکن رسید.